# Per Scholander
Per Fredrik Scholander, född 29 november 1905, död 13 juni 1980, var en svensk-amerikansk fysiolog. Han var son till Torkel Scholander.
Han var professor i fysiologi vid Scripps Institution of Oceanography på University of California, San Diego. Han blev 1974 utländsk ledamot av Vetenskapsakademien.